# Ahsan Kareem
Ahsan Kareem (Lahore, 29 de setembro de 1947) é um engenheiro estrutural. É Robert M. Moran Professor of Civil & Environmental Engineering & Earth Sciences da Universidade de Notre Dame.
Professor da Universidade de Notre Dame desde 1990, Kareem obteve a graduação na Universidade de Engenharia e Tecnologia de Lahore e, através de um programa conjunto com o Instituto de Tecnologia de Massachusetts (MIT), obteve um mestrado em engenharia estrutural na Universidade do Havaí. Obteve um doutorado em engenharia civil na Universidade do Estado do Colorado, com foco em dinâmica estrutural e dos fluidos. Foi eleito membro da Academia Nacional de Engenharia dos Estados Unidos.

## Prêmios e condecorações
- Medalha Theodore von Karman 2015[2]
- Medalha Nathan M. Newmark 2021